# Bosc-Renoult-en-Ouche
 Bosc-Renoult-en-Ouche  là một xã thuộc tỉnh Eure trong vùng Normandie miền bắc nước Pháp.